# Kamov Ka-31

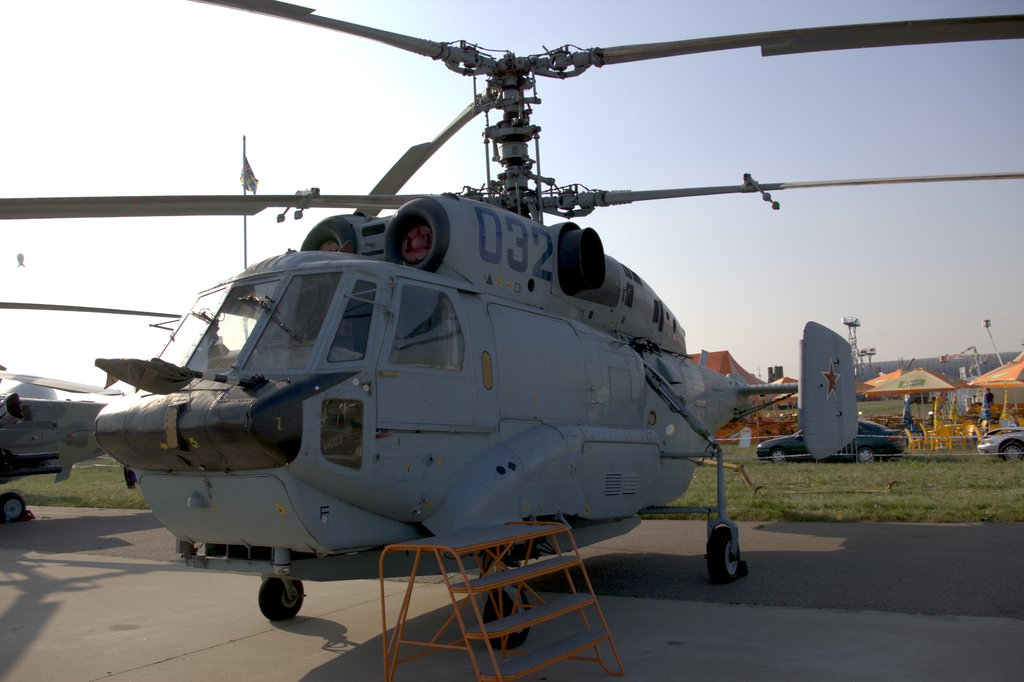
Kamov KA-31 durante una manifestazione aeronautica

Il Kamov Ka-31 (nome in codice NATO "Helix" - elica) è un elicottero sovietico impiegato per il controllo radar (in russo: Ка-31 радиолокационного дозора) progettato per potere essere imbarcato a bordo di unità navali sia in gruppo con altri elicotteri che da solo. Il sistema dei radar sul velivolo permette di individuare gli aerei da combattimento militari ad una distanza di 150 km e trasmettere via radio in tempo reale le coordinate di 20 bersagli alla base, alle unità navali ed agli altri aerei.
L'elicottero è la versione AEW del Kamov Ka-27 su cui è stato sviluppata a metà degli anni ottanta prima la versione utility e da trasporto denominata Ka-29 e su questa una versione AEW con un prototipo denominato Ka-29RLD realizzato per la Marina sovietica che successivamente avrebbe dato vita alla versione definitiva denominata Ka-31. Con il collasso dell'Unione Sovietica la realizzazione del progetto subì notevoli ritardi e i primi esemplari entrarono in linea solamente nel 1995 nella Marina Russa in un numero limitatissimo a bordo della portaerei Kuznecov e dei cacciatorpediniere della Classe Sovremennyj.
L'India ha ordinato per la sua Marina 4 elicotteri Ka-31 nel 1999 e altri 5 nel 2001. La produzione in serie di questi elicotteri venne avviata nel 2002. Il primo lotto venne consegnato ad aprile 2003, il secondo nel 2005. Questi elicotteri vengono imbarcati sulle fregate della Classe Talwar che sono la versione indiana delle fregate russe della Classe Krivak.

Nell'agosto del 2009 l'India ha ordinato altri 5 elicotteri Kamov Ka-31 per un valore complessivo di 20 milioni USD secondo la rivista DefenseNews.

## Utilizzatori
Russia
- Voenno-morskoj flot

 Unione Sovietica
- Voenno-morskoj flot - Ka-29RLD (solo prototipi)

 India
- Indian Naval Air Arm

14 esemplari ordinati in tre lotti nel 1999, 2001 e nel 2009 e tutti in servizio al giugno 2019.
 Cina
- People's Liberation Army Navy[5]